# 亚当·山口

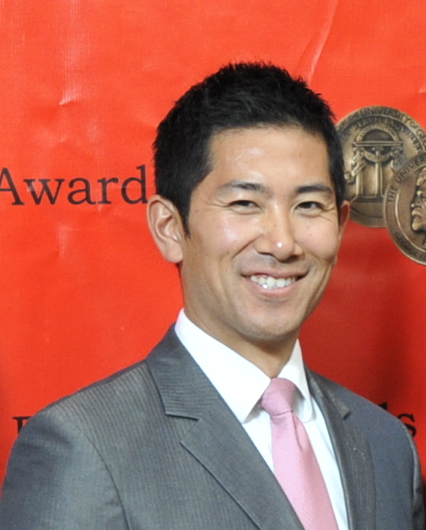
亞當·山口出席第69屆皮博迪獎。

山口阿當或亞當·亞馬古奇是一位在美國加州洛杉磯出生的電視製作人。他所製作的節目中最廣為人知的是他在美國前副總統戈爾創辦的時事電視（Current TV）
製作的時事紀錄節目《探索先鋒》系列（Vanguard）（香港電台數碼電視頻道曾購入並於2014年播放）。
山口亞當在加州大學洛杉磯分校取得經濟及通訊學雙學位，也在校報《Daily Bruin》擔任總編輯。其後他曾任職美國霍氏體育頻道、CNN及日本的朝日電視台，也曾為多個新聞社兼職，借機在世界各地旅行，尋找可作報導的題材。 
他曾經報導過哥倫比亞號太空梭災難、2000年美國總統選舉及後續的風波，以及九一一襲擊事件。他也聚焦於海外的阿富汗戰爭與伊拉克戰爭、亞馬遜雨林深處的原住民文化、阿根廷經濟衰退、因紐特人補黥、日本自殺問題、北韓離脫住民、全球暖化、古巴的AIDS、中東的人權，以及印度的HIV/AIDS。他在製作一系列關於全球暖化和其他環境問題的報導時，最近前往哥倫比亞和玻利維亞，製作關於古柯種植的一系列文章，並改變了該地區對美國政策的態度。最近一期的《探索先鋒》包括一篇有關北馬里亞納群島和塞班島的最大產業——服裝製造業崩潰的深入探討。另一個《探索先鋒》紀錄片則介紹了日本即將發生的人口老化。在《探索先鋒》系列中，他也在格陵蘭考察冰川融化。
其節目曾獲提名「新聞及紀錄片艾美獎傑出長篇資訊類節目」。現時他是CBS的節目《創新國度》的其中一位特派員。

## 參看
- 《探索先鋒（英语：Vanguard (TV series)）》
- 時事電視（Current TV）[1]
- Christof Putzel
- Mariana van Zeller